# South Venice, Florida
South Venice är en ort (CDP) i Sarasota County, i delstaten Florida, USA. Enligt United States Census Bureau har orten en folkmängd på 13 949 invånare (2010) och en landarea på 15,6 km².